# Stephen Chbosky
Stephen Chbosky (Pittsburgh, 25 de gener de 1970) és un escriptor, guionista, director de cinema i productor estatunidenc. És més conegut per la seva novel·la Els avantatges de ser un marginat (1999), així com per l'adaptació cinematogràfica que ell mateix va escriure i dirigir, protagonitzada per Logan Lerman, Emma Watson i Ezra Miller. També va escriure el guió per a la pel·lícula Rent (2005), i va ser cocreador, productor executiu i escriptor de la sèrie de televisió Jericho, que va començar a emetre's l'any 2006.

## Primers anys
Chbosky va néixer a Pittsburgh (Pennsilvània) i va créixer en el suburbi d'Upper St. Clair. La seva mare, Lea (Meyer), era preparadora d'impostos, i el seu pare, Fred G. Chbosky, un executiu d'una companyia d'acer i consultor de directors financers. La seva germana Stacy està casada amb el també director de cinema John Erick Dowdle. Va néixer en un ambient catòlic. Durant l'adolescència, Chbosky «va gaudir d'una bona barreja dels clàssics, horror i fantasia». Va rebre fortes influències d'El vigilant en el camp de sègol de J. D. Salinger, i de l'estil de F. Scott Fitzgerald i de Tennessee Williams. Chbosky es va graduar des de l'Upper St. Clair High School el 1988, moment vora el qual temps va conèixer Stewart Stern, guionista de la pel·lícula Rebel sense causa (1955). Stern es va convertir en «bon amic i mentor» de Chbosky, i va demostrar una gran influència en la carrera de Chbosky.

## Trajectòria
El 1992 Chbosky es va graduar del programa d'escriptura de guions de la Universitat del Sud de Califòrnia. Va escriure, dirigir i actuar a la pel·lícula independent The Four Corners of Nowhere, que va donar a Chbosky el seu primer representant, va ser acceptada al Festival de Cinema de Sundance, i va esdevenir una de les primeres pel·lícules del Sundance Channel. A finals de la dècada de 1990, Chbosky va escriure diversos guions que no es van produir, inclosos els titulats Audrey Hepburn's Neck i Schoolhouse Rock.
El 1994 Chbosky estava treballant en un «tipus de llibre molt diferent» que Els avantatges de ser un marginat quan va escriure la frase: «Suposo que això és només un dels avantatges de ser un marginat». Chbosky ho va recordar així: Vaig «escriure aquesta línia. I em vaig aturar. I em vaig adonar que en algun lloc d'aquella [frase] hi havia el quid que realment estava buscant». Després de diversos anys de gestació, Chbosky va començar a investigar i escriure Els avantatges de ser un marginat, un novel·la epistolar que segueix la maduració intel·lectual i emocional d'un adolescent que utilitza l'àlies de Charlie en el transcurs del seu primer any d'escola secundària. El llibre és semiautobiogràfica; Chbosky va afirmar que ell té «relació amb Charlie […] Però la meva vida a l'escola secundària va ser diferent de moltes maneres».
Els avantatges de ser un marginat va ser la primera novel·la de Chbosky, es va publicar per MTV Books el 1999, i va ser un èxit immediat entre els lectors adolescents. El 2000 la novel·la es va convertir en el títol més venut de MTV Books, i The New York Times va assenyalar el 2007 que s'havien venut més de 700.000 còpies i que havia «passat d'adolescent a adolescent com una patata calenta». El maig de 2013 el nombre de còpies impreses va arribar als dos milions. L'obra també va suscitar controvèrsia a causa de la representació de Chbosky de la sexualitat adolescent i el consum de drogues. El llibre va ser retirat de la circulació en diverses escoles i va aparèixer a la llista dels 10 llibres qüestionats més sovint de l'American Library Association els anys 2004, 2006, 2007, 2008 i 2009. El juliol de 2013 Els avantatges de ser un marginat es va mantenir durant més d'un any a la llista Bestseller de The New York Times, i es va traduir a més de trenta idiomes, com al català, per Marta Pera Cucurell el 2015 per l'editorial Sembra.
El 2000 Chbosky va editar Pieces, una antologia de contes. El mateix any, va treballar amb el director Jon Sherman en una adaptació cinematogràfica de la novel·la de Michael Chabon Els misteris de Pittsburgh, encara que el projecte es va enfonsar l'agost de 2000. Chbosky va escriure el guió de l'adaptació cinematogràfica de 2005 del musical Rent, que va rebre diferents crítiques. A la finals de 2005, Chbosky va anunciar que estava escrivint l'adaptació cinematogràfica d'Els avantatges de ser un marginat.
A mitjans de la dècada del 2000 Chbosky va decidir, aconsellat pel seu representant, buscar feina a la televisió, a part del món del cinema. Com que li van agradar «les persones [que va conèixer que estaven treballant] a la televisió», Chbosky va acceptar ser el cocreador, productor executiu i guionista de la sèrie de televisió dramàtica de CBS Jericho, que es va estrenar el setembre de 2006. La sèrie gira entorn dels habitants de la petita ciutat fictícia de Jericho (Kansas) després d'haver patit diversos atacs nuclears. Chbosky va afirmar que la relació entre Jake Green, el personatge principal, i la seva mare reflecteix «jo i la meva mare en molts sentits». La primera temporada de Jericho va rebre qualificacions mediocres, i CBS la va cancel·lar el maig de 2007. Una campanya popular per recuperar la sèrie va convèncer CBS per renovar-la per a una segona temporada, que es va estrenar el 12 de febrer de 2008, abans de ser cancel·lada una vegada més el març de 2008.
Chbosky va escriure el guió i dirigir la pel·lícula Els avantatges de ser un marginat, basada en la seva novel·la. La producció de la pel·lícula va tenir lloc a mitjans de 2011, i es va estrenar la tardor de 2012. Era protagonitzada per Logan Lerman, Ezra Miller i Emma Watson. Chbosky va ser nominat com a millor guió adaptat als premis del Sindicat de Guionistes d'Amèrica de 2013, i la pel·lícula va guanyar el Premi Independent Spirit a la millor primera pel·lícula de 2013, així com el Premis People's Choice a la millor pel·lícula dramàtica de 2013.